# Mikhail Alekseevich Kuzmin
Mikhail Alekseevich Kuzmin (tiếng Nga: Михаил Алексеевич Кузмин; 6 tháng 10 năm 1872 - 1 tháng 3 năm 1936) là một nhạc sĩ, nhà văn, nhà thơ Nga thế kỷ bạc.

## Tiểu sử
Mikhail Kuzmin sinh ở Yaroslavl trong một gia đình có gốc gác quý tộc. Lớn lên ở Saratov. Năm 1884 gia đình chuyển về Sankt-Peterburg, Kuzmin vào học trường gymnazy. Năm 1891 học xong gymnazy Kuzmin vào học tại Nhạc viện Sankt-Peterburg. Tốt nghiệp nhạc viện, Kuzmin sáng tác nhạc và biểu diễn đàn piano. Năm 1895, cùng với một người bạn đi du lịch sang Ý, Ai Cập, Hy Lạp. Năm 1901 in tập thơ История рыцаря д'Алессио, được nhà thơ Valery Yakovlevich Bryusov mời làm cộng tác với tạp chí Весы và bắt đầu trở thành một nhà thơ nổi tiếng. Tập thơ Александрийские песни in ở tạp chí Весы của ông làm cho nhà thơ, nhà phê bình Maximilian Alexandrovich Voloshin lấy làm ngạc nhiên vì vẻ kết hợp tài ba giữa đời sống của nước Nga đương thời với xã hội Hy Lạp cổ đại. Александрийские песни trở thành một tác phẩm cổ điển trong thế kỷ 20.
Năm 1906 ông bắt đầu in một số truyện và kịch, đặc biệt, tác phẩm Крылья của ông viết về tình yêu của những người đồng tính luyến ái gây nên một vụ xì căng đan thực sự. Nhà văn Maxim Gorky gọi Kuzmin là "kẻ trơ trẽn", còn nữ thi si Zinaida Nikolaevna Gippius gọi ông là "kẻ lưu manh". Những năm Chiến tranh thế giới thứ nhất ông đứng về phía cách mạng, tuy vậy, sau Cách mạng tháng Mười ông viết rất ít và tự coi mình là nhà thơ không hợp thời.
Ngoài thơ và văn xuôi, Kuzmin còn để lại nhiều tác phẩm kịch và phê bình. Ông mất ở Leningrad năm 1936. Một số tác phẩm của ông viết ở giai đoạn cuối bị thất lạc.

## Tác phẩm
- Александрийские песни (1905-1908)
- Приключения Эме Лебефа (1907)
- Повесть об Елевсиппе, рассказанная им самим (1906)
- Из писем девицы Клары Вальмон к Розалии Тютельмайер (1907)
- Возвращение Одиссея (1911)
- Параболы. Стихотворения. 1921-1922 (1923)
- Форель разбивает лед. Стихи 1925-1928 (1929)

## Về Mikhail Kuzmin
- Михаил Кузмин и русская культура XX века. Тезисы и материалы конференции 15-17 мая 1990 г. Сост. и ред. Г. А. Морева. Л., 1990.
- Богомолов Н. А. Михаил Кузмин: Статьи и материалы. М., 1995.
- Богомолов Н. А., Малмстад Джон Э. Михаил Кузмин: искусство, жизнь, эпоха. М., 1996.
- Malmstad John E., Bogomolov Nikolay. Mikhail Kuzmin. A Life in Art. Cambridge, Massachusetts, London, England: Harvard University Press, 1999.
- Панова Л. Г. Русский Египет. Александрийская поэтика Михаила Кузмина. М., 2006, http://ruthenia.ru/document/538953.html

## Một vài bài thơ
| Любви утехи Plaisir d'amour ne dure qu'un moment. Chagrin d'amour dure toute la vie. Любви утехи длятся миг единый, Любви страданья длятся долгий век. Как счастлив был я с милою Надиной, Как жадно пил я кубок томных нег! Но ах! недолго той любови нежной Мы собирали сладкие плоды: Поток времен, несытый и мятежный, Смыл на песке любимые следы. На том лужке, где вместе мы резвились, Коса скосила мягкую траву; Венки любви, увы! они развились, Надины я не вижу наяву. Но долго после в томном жаре нег Других красавиц звал в бреду Надиной. Любви страданья длятся долгий век, Любви утехи длятся миг единый. О, быть покинутым О, быть покинутым - какое счастье! Какой безмерный в прошлом виден свет Так после лета - зимнее ненастье: Все помнишь солнце, хоть его уж нет. Сухой цветок, любовных писем связка, Улыбка глаз, счастливых встречи две,- Пускай теперь в пути темно и вязко, Но ты весной бродил по мураве. Ах, есть другой урок для сладострастья, Иной есть путь - пустынен и широк. О, быть покинутым - такое счастье! Быть нелюбимым - вот горчайший рок. Люблю", сказал я не любя "Люблю", сказал я не любя - Вдруг прилетел Амур крылатый И, руку взявши, как вожатый, Меня повлек вослед тебя. С прозревших глаз сметая сон Любви минувшей и забытой, На светлый луг, росой омытый, Меня нежданно вывел он. Чудесен утренний обман: Я вижу странно, прозревая, Как алость нежно-заревая Румянит смутно зыбкий стан; Я вижу чуть открытый рот, Я вижу краску щек стыдливых И взгляд очей еще сонливых И шеи тонкой поворот. Ручей журчит мне новый сон, Я жадно пью струи живые - И снова я люблю впервые, Навеки снова я влюблен! | Niềm vui tình yêu chỉ trong phút chốc Plaisir d'amour ne dure qu'un moment. Chagrin d'amour dure toute la vie. Niền vui tình yêu chỉ trong phút chốc Nỗi buồn tình yêu theo suốt cuộc đời. Tôi đã từng hạnh phúc với người yêu Từng khát khao uống chén tình mỏi mệt! Và chúng tôi đã từng gom trái ngọt Của một cuộc tình đằm thắm qua mau Dòng thời gian điên cuồng và đói khát Xóa hết rồi dấu vết của tình yêu. Trên đồng cỏ, nơi ngày xưa đùa chơi Những giọt sương làm cho nghiêng hoa cỏ Vương miện tình yêu, than ôi! Gục đổ Người yêu tôi không còn nữa trên đời. Nhưng rất lâu, sau cơn nóng rã rời Trong mê sảng, tôi gọi bằng tên khác Khoái lạc tình yêu chỉ trong phút chốc Đau khổ tình yêu theo suốt cuộc đời. Bị người yêu phụ bạc Bị người yêu phụ bạc - hạnh phúc ghê! Thấy ánh sáng chói lòa trong quá khứ Mùa đông u ám đến sau mùa hè Nhớ mặt trời, dù đã không còn nữa. Bông hoa khô và những bức thư tình Ánh mắt cười, gặp gỡ đầy hạnh phúc Dù bây giờ trên con đường tối đen Nhưng mùa xuân ta lang thang trên đất. Để hạnh phúc, có một bài học khác Con đường khác - hoang vắng và thênh thang Kẻ bị phụ tình - thật là hạnh phúc! Làm kẻ không yêu - cay đắng vô cùng. "Anh yêu em", tôi nói mà không yêu Và bỗng nhiên thần tình yêu bay đến Nắm tay tôi, như một người hướng dẫn Tôi theo thần và đi đến với em. Đôi mắt sáng, không còn vẻ mơ màng Của tình yêu đã quên trong quá khứ Thần bất ngờ dẫn tôi ra đồng cỏ Ánh sang đầy và có những giọt sương. Điều dối gian buổi sáng rất dị thường Tôi nhìn thấy lạ lùng và sáng tỏ Một vẻ rất dịu dàng màu thắm đỏ Ánh hồng lên một hình bóng lung linh. Và tôi nhìn thấy miệng hơi hé mở Tôi nhìn ra đôi má đỏ thẹn thùng Thấy ánh mắt hãy còn rất mơ màng Và chiếc cổ cao nhẹ nhàng xoay trở. Suối rì rầm cùng tôi giấc mơ đẹp Tôi uống luồng sinh khí rất thèm thuồng Và tôi lại yêu trong lần đầu tiên Tôi lại yêu đến muôn đời muôn kiếp. Bản dịch của Nguyễn Viết Thắng. |